# Johann Michael Faust
Johann Michael Faust (* 8. Juni 1663 in Straßburg; † 7. Oktober 1707 in Frankfurt am Main) war ein deutscher Mediziner und Stadtarzt in Frankfurt am Main.

## Leben
Johann Michael Faust wirkte Ende des 17. und Anfang des 18. Jahrhunderts als Stadtarzt in Frankfurt am Main.
Am 13. August 1692 wurde Johann Michael Faust mit dem akademischen Beinamen Theophilus I. unter der Matrikel-Nr. 194 als Mitglied in die Leopoldina aufgenommen.

## Schriften
- Joh. Michaelis Faustij, Med. Doct. Physici Francofurt. Ordinarij, Academ. Leopoldino Imperialis Theophili, Compendium Alchymist. Novum, Sive Pandora Explicata & Figuris Jllustrata. Das ist, die Edelste Gabe Gottes, Oder Ein Güldener Schatz, Mit welchem die alten und neuen Philosophi, die unvollkommene Metall, durch Gewalt des Feuers verbessert, und allerhand schädliche und unheylsame Kranckheiten innerlich und äusserlich, durch deren Würckung vertrieben haben. Verlegts Johann Zieger, Frankfurt und Leipzig 1706  Digitalisat. Es handelt sich um einen um Erläuterungen vermehrten Neudruck der in Basel 1582 bei Samuel Apiarius erschienenen Ausgabe der von Hieronymus Reusner herausgegebenen Schrift Pandora.[1]